# Pedro Fleitas
Pedro Nélson Fleitas, né le 11 juillet 1953 à Itacurubí de la Cordillera (en), au Paraguay est un joueur de football international paraguayen, qui évoluait au poste d'attaquant.

## Biographie

### Carrière en sélection
Avec l'équipe du Paraguay, il joue 9 matchs (pour aucun but inscrit) entre 1974 et 1979. 
Il figure dans le groupe des sélectionnés lors des Copa América de 1975 et de 1979. Il remporte cette compétition en 1979.

## Palmarès
Paraguay
- Copa América (1) :
  - Vainqueur : 1979.